# First Transcontinental Railroad

Eröffnung der Strecke 1869 am Promontory Summit

Die First Transcontinental Railroad (ursprünglich Pacific Railroad, später Overland Route genannt; dt. Erste transkontinentale Eisenbahn) ist eine Bezeichnung für die Eisenbahnverbindung zwischen Omaha und Sacramento. Die 3069 Kilometer lange Strecke verbindet seit dem 11. Mai 1869 die Siedlungsgebiete am Missouri River mit Kalifornien.

## Bau

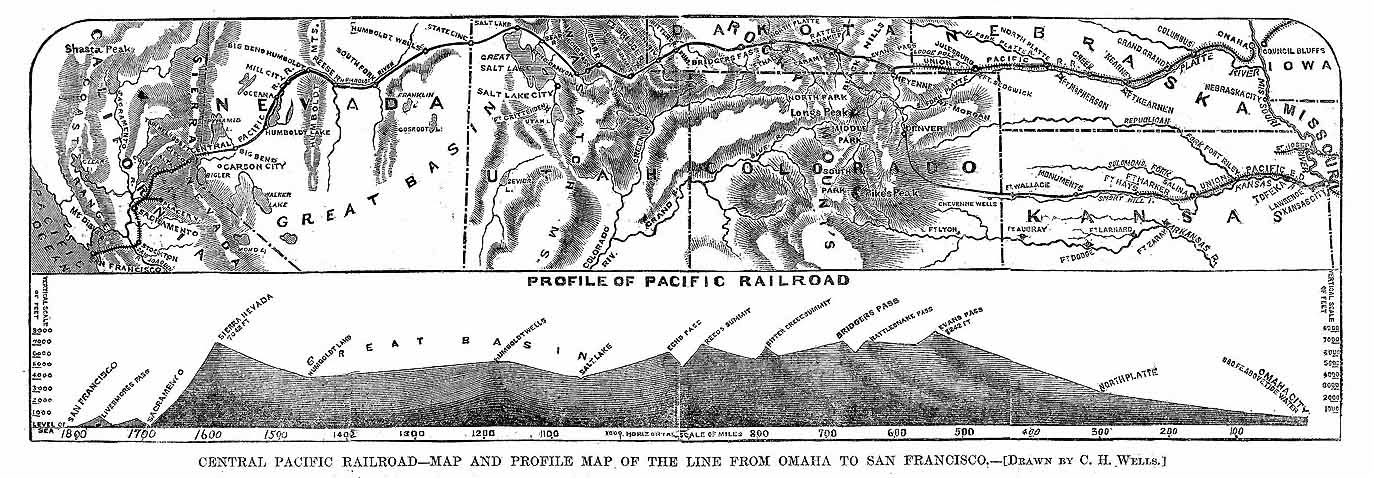
Streckenprofil von Omaha bis San Francisco. Harper’s Weekly 7. Dezember 1867

Die Verbindung wurde durch die Pacific Railroad Acts des amerikanischen Kongresses konzessioniert. Die zwischen 1863 und 1869 durch die Bahngesellschaften Central Pacific Railroad (CP) und Union Pacific Railroad (UP) erbauten Bahnstrecken Sacramento–Ogden (CP, 1110 Kilometer) und Omaha–Ogden (UP, 1746 Kilometer) trafen sich am 10. Mai 1869 am Promontory Summit. Die Gesamtlänge der Bahnstrecke betrug somit 2846 km. Der Lückenschluss zum restlichen Schienennetz der Vereinigten Staaten wurde mit der Fertigstellung der Union Pacific Missouri River Bridge 1873 ermöglicht.
Die First Transcontinental Railroad ermöglichte aber erstmals eine ausgedehnte, fünf Teilstaaten umfassende Ost-West-Eisenbahnverbindung innerhalb der Vereinigten Staaten und gilt daher als wichtiger Meilenstein in der Geschichte der Eisenbahn in Nordamerika.
Unter den Arbeitern waren ca. 12.000 Chinesen, die für weniger Lohn und unter schlechteren Bedingungen beschäftigt waren als die US-Amerikaner. Schätzungen zufolge kamen über 1.000 von ihnen infolgedessen ums Leben. Durch die Bahnstrecke verstärkten sich auch die Konflikte mit den Ureinwohnern.

## Wissenswert
Eine bereits 1855 eröffnete „transkontinentale“ amerikanische Bahnstrecke ist die Panama Railway, die die atlantische Küste mit der (dort nur 76 Kilometer entfernten) pazifischen Küste verbindet.

## Filme
- The Iron Horse (deutsch: Das eiserne Pferd), USA 1924[6]
- Union Pacific (deutsch: Die Frau gehört mir), USA 1939[7]
- Hell on Wheels, fünfstaffelige Fernsehserie, USA 2011–2016